# Entente Cordiale (opera)
Entente Cordiale je komická opera o jednom dějství anglické hudební skladatelky Ethel Smythové na vlastní libreto z let 1923–1924. Premiéru měla 22. července 1925 v podání studentů londýnské Royal College of Music. Odehrává se mezi britskými vojáky a místním obyvatelstvem v severní Francii roku 1919 a její název odkazuje na tzv. srdečnou dohodu mezi Velkou Británií a Francií z roku 1904, která byla základem jejich spojenectví v první světové válce.

## Vznik, charakteristika a inscenační historie opery
Entente Cordiale je šestá a poslední opera Ethel Smythové. Je to komická opera typu ballad opera, tj. s mluvenými dialogy. Smythová ji napsala v první polovině 20. let, povzbuzena úspěchem inscenace své opery Loďmistrův pomocník v londýnském Old Vic Theatre. Operu věnovala britské armádě – ve věnování zdůraznila, že byla sama bengálským vojenským sirotkem. Námět k zápletce pocházel z historky, kterou jí u večeře vyprávěl Robert Baldwin Ross, přítel Oscara Wilda a vykonavatel jeho umělecké závěti.
První představení v podání studentů Royal College of Music dirigovala sama Ethel Smythová a bylo přenášeno rozhlasem (BBC); současně se hrála předchozí opera Smythové, Fête Galante z roku 1923. Plně scénického provedení se Entente Cordiale dočkala až 20. (a dále 23., 26. a 28.) října 1926 v Theatre Royal v Bristolu v rámci jednorázového operního festivalu pořádaného Philipem Napierem Milesem. Smythová učinila v opeře oproti původní verzi menší škrty a opět dirigovala; hrál City of Birmingham Orchestra. Obecenstvo přijalo Entente Cordiale srdečně.
Libreto je fraškovité, jeho námětem jsou jazykové potíže anglických vojáků ve Francii. Jeho humor poněkud těžkopádný a nyní zastaralý, text navíc obsahuje mnoho dobového vojenského slangu.
Specifikem této opery je zapojení četných signálů vojenských trubačů. To vyvolalo již v soudobém tisku (The Times) kritiku, podle které tato opera připomíná koncert vojenské dechovky. Novodobá smythovská badatelka Elisabeth Jane Kerteszová míní, že se Entente Cordiale „trochu podobá frontové zábavě pro jednotky“. Kladné kritické ocenění získaly zejména instrumentální a sborové pasáže: předehra, intermezzo zpracovávající dvě francouzské lidové písně, sbor doprovázející scénu příjezdu manželek a břeskné finále.
Libreto opery vyšlo při příležitosti premiéry, ale roku 1928 je Smythová otiskla – společně s libretem Loďmistrova pomocníka – ve své knize A Last Burning of Boats, v níž chtěla zvýšit zájem o tyto své dvě komické opery. Entente Cordiale se přesto na repertoáru neuchytila. Lepší osud měly instrumentální úryvky z ní. Již 3. října 1925 se na BBC Proms hrála předehra a intermezzo, později Smythová vytvořila suitu z této opery, která se hrála na zimních Proms na počátku roku 1935. Největší popularity se dočkalo intermezzo, ze kterého Smythová vypracovala několik aranžmá pro různé nástrojové kombinace a které se hrálo pod názvem Two Interlinked French Folk Melodies (Dvě provázané francouzské lidové melodie). Pod tímto názvem se hrálo na Proms roku 1930 a roku 1958 dokonce na závěrečném večeru; v roce 1959 ho Kathleen Daleová ve svém rozboru děl Ethel Smythové označila za „velmi populární koncertní kus“.

## Osoby a první obsazení

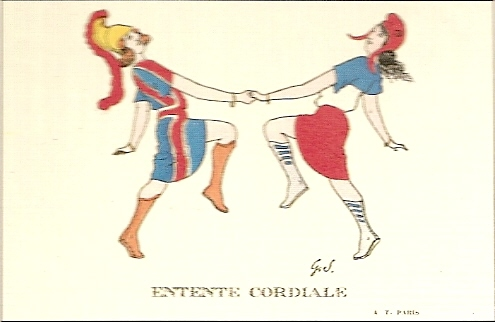
Entente cordiale, francouzská pohlednice z roku 1904

| Osoba                                                                | hlasový obor | premiéra (22. 7. 1925) |
| -------------------------------------------------------------------- | ------------ | ---------------------- |
| 'Erb 'Iggins, proviantní kaprál, oblíbená osoba                      | tenor        | Robert Gwynne          |
| Vojín Bill Baylis, jeho chytrý přítel                                | baryton      | Dunstan Hart           |
| Grummins, důstojnický sluha                                          | bas          | …                      |
| Charles Arcot, tlumočník                                             | bas          | Charles Draper         |
| Emma 'Iggins, Erbova žena                                            | mezzosoprán  | Winifred Burton        |
| Jeanne Arcot, Charlesova žena                                        | soprán       | Gwyneth Edwards        |
| Pobočník                                                             | mluvená role | …                      |
| Telefonista                                                          | mluvená role | …                      |
| Vojáci 10. pluku London Bridge; jejich manželky; trhovci a trhovkyně |              |                        |
| Dirigentka: Ethel Smyth                                              |              |                        |

## Děj opery
Odehrává se na kraji městečka na severu Francie roku 1919 nedaleko pobřeží, kde táboří oddíl anglického pluku čekající na převoz do Anglie.
Proviantní kaprál 'Erb 'Iggins, jako každé úterý a pátek, byl vyslán na místní trh nakoupit suroviny pro důstojnickou jídelnu. 'Iggins však z francouzštiny pochytil jen pár slov, navíc nevhodných do slušné společnosti, a proto spoléhá na svého zdatnějšího kamaráda Billa Baylise. Avšak pobočníkovi velitele přišla nejasná zpráva, že k nim jede autobus se ženami – dohaduje se, že ze Ženského armádního pomocného sboru. Posílá proto Baylise zpět do tábora připravit vše na jejich příjezd a 'Erba nejen nechává na holičkách, ale dává mu nový formulář a nařizuje, aby ke každému nákupu zaznamenal cenu a připojil vlastní podpis a podpis prodejce. Hlavně ale ať přitom nepobouří místní nějakou nepřístojností! 'Erb si o samotě stěžuje – člověk si jen mírně přihne a zazpívá, mírně poškádlí místní krásky, a už je z toho nepřístojnost (píseň Irregularities).
Objeví se hezká trhovkyně Jeanne Arcotová, mezi jejíž nabídku patří vykrmené kuře. 'Erb ho hodlá koupit pro kantýnu, i když si Jeanne žádá poměrně vysokou částku; horší ale je, že se odmítá podepsat. Ani navrátivší se Bill s ní nic nezmůže: její manžel jí důtklivě nakázal, aby nikdy nic nepodepisovala (tercet Nothing in writing). Billa napadne získat potvrzení od blízkého veřejného notáře – tím by snad mohla být Jeanne upokojena, že je vše v pořádku.
Ukáže se, že přijíždějící ženy nejsou vojačky, nábrž manželky některých vojáků, jimž cestu do Francie umožnila jakási dobročinná paní. Ženy po štrapácích s cestou lodí, vlakem a autobusem konečně dorazí a všechny nacházejí své muže a radují se (scéna O there was ever such a fuss). Jen Emma 'Igginsová svého 'Erba nenašla a o samotě pláče – manžela už neviděla roky a vzpomíná na milé drobnosti, které spolu zažili (píseň Little Things). Vyptává se na 'Erba vojenského sluhy Grumminse a ten se jí pokouší popsat cestu na trh, kde by se 'Iggins měl v tuto dobu nacházet (píseň Directions). Emma odejde.
Po náměstíčku se procházejí britští vojáci a francouzské trhovkyně (intermezzo).
Emma se vrací s nepořízenou na náměstí. V tom okamžiku od notáře vychází 'Erb a manžele si po dlouhém odloučení padají do náručí (duet O Emma 'Iggins, Emma, my dear!). Emma si chce koupit pohlednici a poslat ji přátelům do Londýna, ale 'Erb musí pokračovat v nákupu, tak ji posílá do trafiky samotnou.
I Bill se vrací od notáře, a to s velkou, důležitě vypadající listinou. 'Erbovi se zdá podezřelá, ale společně ji předávají Jeanne k spolupodpisu. Ta si ji čte, je překvapena a následně pobavena. Ukazuje dokument ostatním trhovkyním a pak ho podepisuje vedle 'Erba. Následně se prohlašuje za paní Jane 'Igginsovou – vždyť to, co podepsala, je svatební smlouva, pravá „srdečná dohoda“ (ansámbl I see at once I please you veree well!).
Emma se vrací, a když se dozví, co se stalo, je přirozeně rozhořčena, i když ji Jeanne ujišťuje, že je to jen žert. Ještě více se rozhněvá Jeannin manžel Charles a chce se s 'Erbem bít. Všeobecný zmatek zarazí až zásah pobočníka. Ten Billovi a 'Erbovi vysvětlí, co se stalo – opakovali notáři „půl, půl“, avšak ten nerozuměl „le poulet“ – kuře, ale měl to za „la poule“, lidový výraz pro milenku, a proto připravil svatební smlouvu. Pobočník si zoufá nad narušením míru, které z toho vyvstalo. Ale Charlesovi mezitím vychladla hlava a Jeanne mu vysvětlila, co se stalo, takže se spokojí s omluvou – „entente cordiale“ je zachráněna. Na náměstí se nahrnou vojáci hledající manžele 'Igginsovy a francouzské trhovkyně, jimž se nový styl obchodování zalíbil a jež vesele nabízejí své zboží výměnou za nabídky k sňatku. Francouzi jásají „Vive l'Entente Cordiale“ a Angličané si říkají „Nejsou snad Francouzi nakonec stejní jako my?“ (finále Here they are! Found at last!).

## Nahrávky
Komerčně dostupná nahrávka Entente Cordiale neexistuje, aranžované intermezzo Two Interlinked French Folk Melodies však bylo nahráno vícekrát, nejdostupněji:
- 1939 (rozhlasová nahrávka, vydáno na CD I Love My Love, Albion Records, ALBCD032, roku 2017 a na CD Ethel Smyth: Fête Galante / Liza Lehmann: The Happy Prince, Retrospect Opera, RO007, roku 2019). Light Symphony Orchestra řídí Sir Adrian Boult.
- 2003 (vydáno na CD Entente Cordiale: Lecocq, Franck, Smyth and more, White Line, WHL 2147 roku 2003). Filharmoniky města Prahy řídí Gavin Sutherland.[16]